# Хорунова Марія Тихонівна
Марія Тихонівна Хорунова (1912, село Кам'янка, тепер Попільнянського району Житомирської області — ?) — українська радянська партійна діячка, 1-й секретар Радомишльського райкому КПУ Житомирської області. Депутат Верховної Ради УРСР 3-го скликання. Член Ревізійної Комісії КПУ в 1956—1961 роках.

## Біографія
Народилася в родині селянина-бідняка. Трудову діяльність розпочала у 1926 році на поденних роботах в заможних селянських господарствах. З 1929 року — колгоспниця колгоспу імені Щорса села Кам'янки Попільнянського району.
У 1931—1934 роках — студентка зоотехнічного робітничого факультету; слухачка Житомирської радпартшколи.
У 1934—1939 роках — голова Кам'янської сільської ради Попільнянського району; секретар виконавчого комітету Попільнянської районної ради депутатів трудящих Житомирської області.
Член ВКП(б) з 1939 року.
У 1939 — липні 1941 року — голова виконавчого комітету Чоповицької районної ради депутатів трудящих Житомирської області.
У 1941 році була евакуйована у Челябінську область РРФСР. У 1941—1943 роках — секретар виконавчого комітету Уксянської районної ради депутатів трудящих Челябінської області РРФСР.
У 1943—1947 роках — голова виконавчого комітету Чоповицької районної ради депутатів трудящих Житомирської області.
У 1947—1949 роках — слухач дворічної партійної школи при ЦК КП(б)У.
У 1949 — середині 1950-х років — голова виконавчого комітету Радомишльської районної ради депутатів трудящих Житомирської області.
У середині 1950-х — після 1961 року — 1-й секретар Радомишльського районного комітету КПУ Житомирської області.

## Нагороди
- орден Леніна (26.02.1958)
- орден Трудового Червоного Прапора (23.01.1948)
- орден Вітчизняної війни 1-го ст. (1.02.1945)
- медалі